# Marvin ou la Belle Éducation
Pour plus de détails, voir Fiche technique et Distribution.
Marvin ou la Belle Éducation (ou Marvin au Québec) est un film français coécrit et réalisé par Anne Fontaine, sorti en 2017. 
Le film raconte la jeunesse de Marvin Bijou, à la fois son enfance dans les Vosges marquée par la pauvreté et la maltraitance liée à son homosexualité, et sa vie de jeune adulte une fois arrivé à Paris, où devenu Martin Clément, il s'efforce de se construire un destin propre grâce au théâtre.
Marvin ne constitue pas l'adaptation du livre En finir avec Eddy Bellegueule d'Édouard Louis, comme précédemment annoncé et suivant le démenti de l'intéressé, en dépit de similitudes importantes avec le scénario du livre (un jeune garçon élevé dans un milieu très populaire provincial, maltraité par sa famille, subissant moqueries et agressions sexuelles de la part des jeunes de son âge, trouvant dans l'expression artistique et l'arrivée dans la capitale les échappatoires salutaires à sa condition). L'intrigue de Marvin dépeint donc le parcours d'un transfuge de classe.
Il est sélectionné dans la catégorie « Orizzonti » et projeté en septembre 2017 en avant-première mondiale à la Mostra de Venise, où il récolte le Queer Lion.
En dépit d'une médiatisation importante, le film suscite une critique très mitigée, et en n'attirant que 115 179 spectateurs en France, constitue également un échec commercial.

## Synopsis
Élevé dans un milieu très populaire et violent, incompris tant par un père alcoolique et rustre (Grégory Gadebois) que par une mère dépassée (Catherine Salée), le jeune Marvin Bijou (Jules Porier) pâtit d'une différence qui le rend marginal et en fait le souffre-douleur de son frère et de ses camarades d'école. Grâce à la principale du collège (Catherine Mouchet), Marvin découvre le théâtre et finit par imposer son choix d'entrer au Conservatoire pour s'adonner à cette passion. Marvin fuit ainsi sa famille et son village des Vosges. En changeant d'identité et en devenant Martin Clément, grâce au théâtre, il va pouvoir s'assumer et s'épanouir. Devenu adulte (Finnegan Oldfield), à Paris, ses rencontres avec un metteur en scène au parcours similaire (Vincent Macaigne), un homosexuel flambeur (Charles Berling) et l'actrice Isabelle Huppert, avec laquelle il se produit sur scène, vont l'aider à façonner son propre destin.

## Fiche technique
- Titre original : Marvin ou la Belle Éducation
- Réalisation : Anne Fontaine
- Scénario : Anne Fontaine et Pierre Trividic
- Décors : Emmanuel de Chauvigny
- Costumes : Elise Ancion
- Photographie : Yves Angelo
- Montage : Annette Dutertre
- Son : Brigitte Taillandier, Rym Debbarh-Mounir, et Jean-Pierre Laforce
- Production : Philippe Carcassonne, Jean-Louis Livi et Pierre-Alexandre Schwab ; Christophe Spadone, Stéphane Célérier et Valérie Garcia (coproducteurs)
- Sociétés de production : Ciné@, P.A.S. Productions et F Comme Film ; SOFICA Cofinova 13 et LBPI 10 (en association avec)
- Société de distribution : Mars Films
- Pays d'origine :  France
- Langue originale : français
- Format : couleur
- Genre : drame
- Durée : 113 minutes
- Dates de sortie : 
  - Italie : 2 septembre 2017 (Mostra de Venise)
  - France, Suisse romande : 22 novembre 2017

## Distribution
- Finnegan Oldfield : Marvin Bijou/Martin Clément
- Grégory Gadebois : Dany Bijou
- Vincent Macaigne : Abel Pinto
- Catherine Salée : Odile Bijou
- Jules Porier : Marvin enfant
- Catherine Mouchet : Madeleine Clément
- Charles Berling : Roland
- Isabelle Huppert : elle-même
- Sharif Andoura : Pierre
- India Hair : Vanessa
- Luna Lou : Angélique, la copine de Marvin enfant
- Cécile Rebboah : Madame Carolus

Acteurs principaux
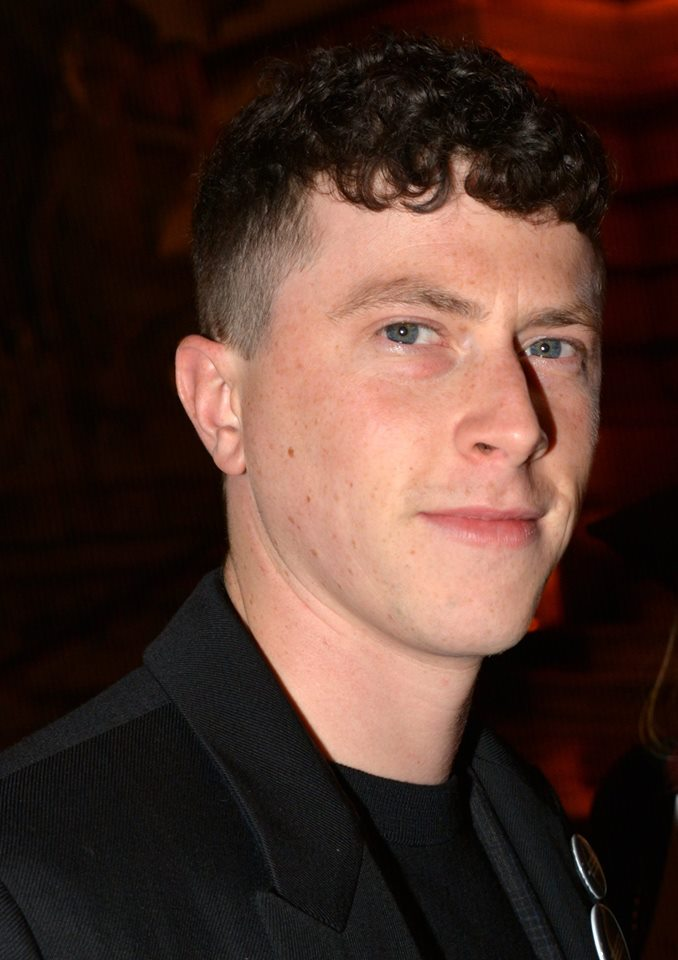
Finnegan Oldfield
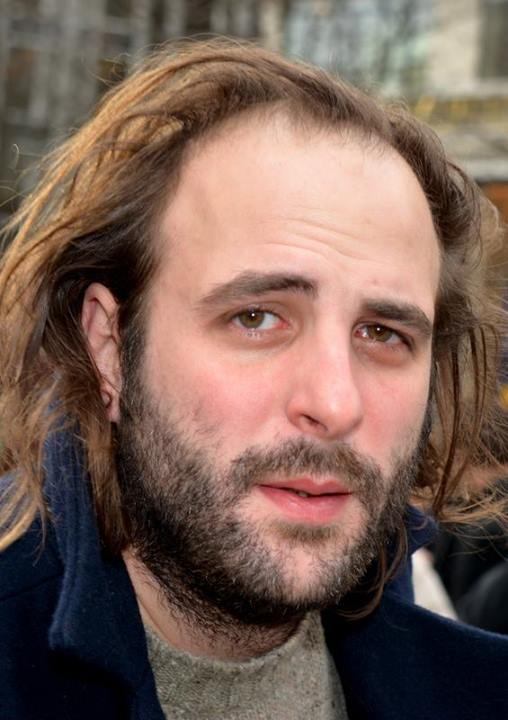
Vincent Macaigne
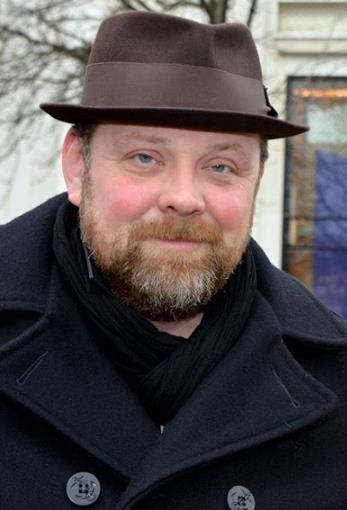
Grégory Gadebois
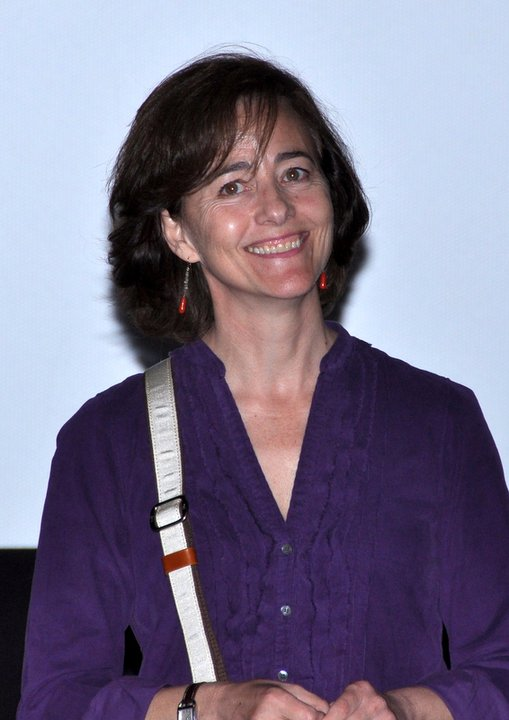
Catherine Mouchet
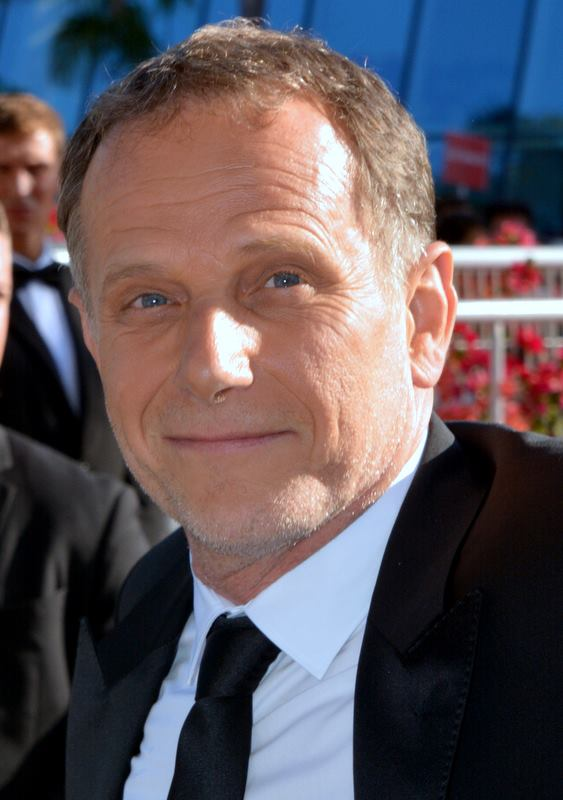
Charles Berling
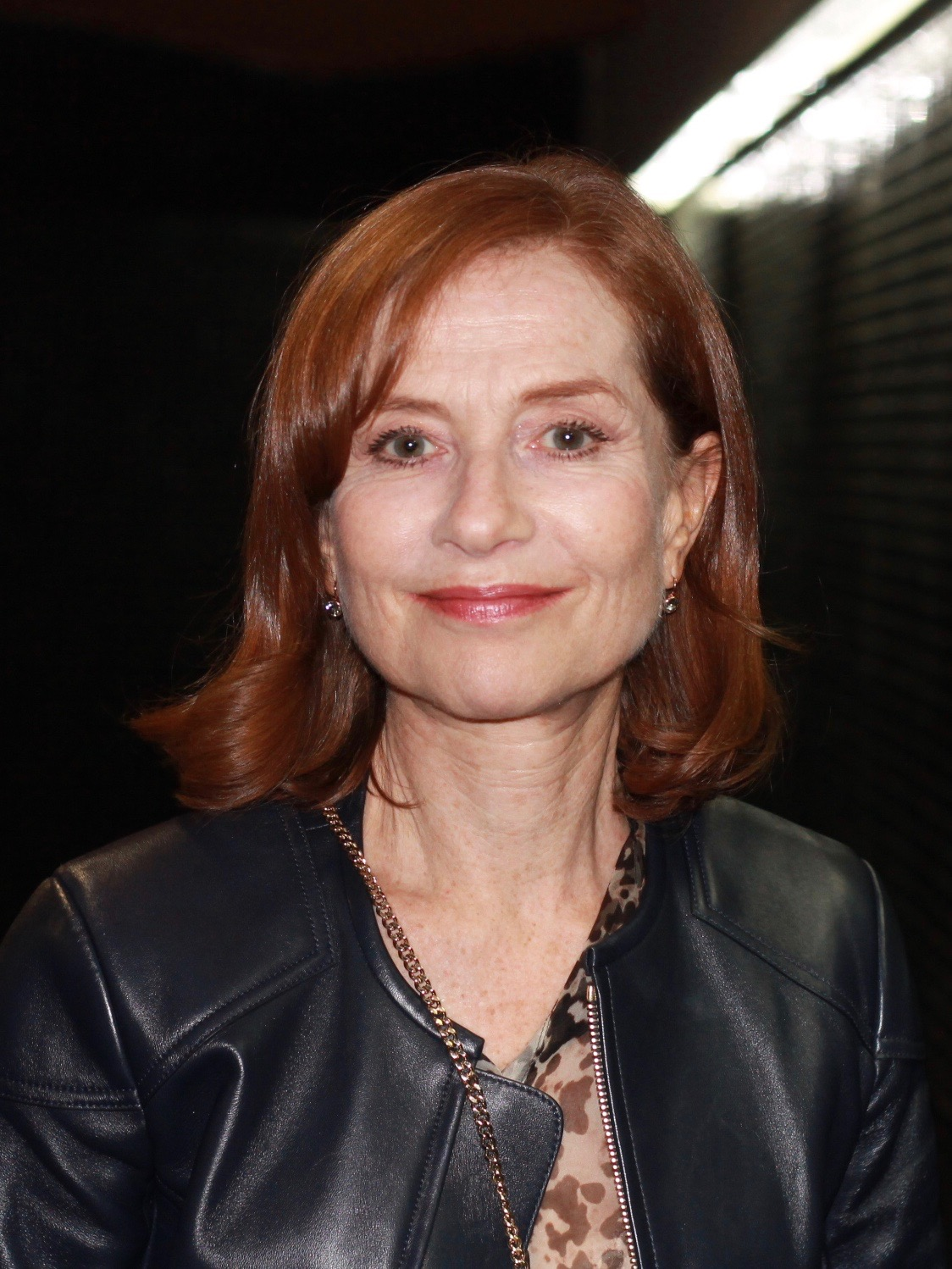
Isabelle Huppert

## Production

### Adaptation

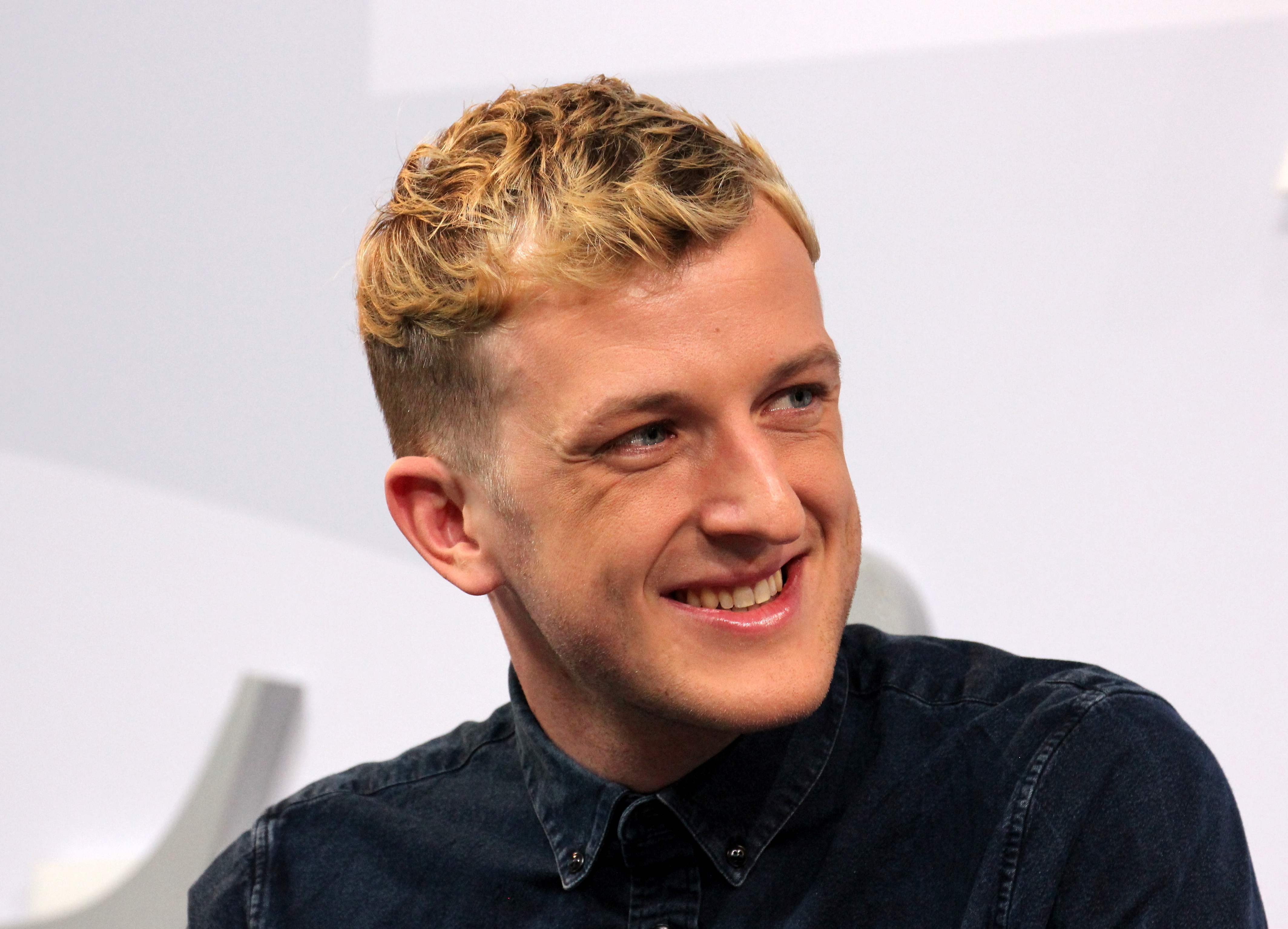
Le film d'Anne Fontaine est au départ l'adaptation du succès de librairie En finir avec Eddy Bellegueule, de l'écrivain Édouard Louis, avant que ce dernier ne déclare réfuter cette filiation.

Le producteur Pierre-Alexandre Schwab achète les droits d'adaptation du livre En finir avec Eddy Bellegueule d'Édouard Louis dès 2014, posant une option seulement un mois après la sortie de l'ouvrage, sans évaluer le phénomène littéraire et social que deviendra l'œuvre en peu de temps. Dans un premier temps, il propose le projet à André Téchiné, qui se montre enthousiasmé par la perspective et imagine dès lors confier le rôle titre à Kacey Mottet-Klein, mais Schwab ne parvient pas à associer le scénariste idéal. André Téchiné se désiste et élabore dès lors un nouveau projet, Quand on a 17 ans, avec Kacey Mottet-Klein, qui sort en 2016 et dont l'intrigue approche en plusieurs points la trame de l'histoire d'Édouard Louis.
Édouard Louis demeure attaché au projet quand Anne Fontaine le reprend, signifiant même son enthousiasme à la réalisatrice, mais finit par s'en détacher après lecture du scénario et visionnage de rushes,, cette dernière ne souhaitant pas présenter une adaptation littérale du livre et cherchant même à insister sur les rencontres que le personnage pourrait effectuer après l'adolescence. Le film s'attache en effet à présenter très largement la vie du personnage une fois qu'il a quitté sa province d'enfance pour Paris, ce qui n'était pas l'objet du livre. 

« D'emblée, j'ai eu envie de prolonger et de montrer comment ce jeune garçon a réussi, ce qu'on ne voit pas du tout dans le livre, qui s'arrête au lycée. Dans mon film, 70 % de l'action se déroule quand il est à Paris. Edouard Louis m'a laissé le champ-libre, j'ai écrit mon scénario. Puis il a formulé l'idée que mon film était tellement loin qu'il a préféré ne pas mêler son nom à mon film. »

— Anne Fontaine.
Finalement, Fontaine estime à 60 % la part du film qui ne découle pas du livre. 
Édouard Louis touche tout de même les droits sur le film, et Anne Fontaine continue de revendiquer le lien avec son œuvre, qui demeure manifeste, insistant sur la dimension proprement autobiographique de l'intrigue, de l'écho qu'a celle-ci avec son propre parcours,. Pour la réalisatrice, « une bonne adaptation au cinéma est une adaptation transgressive ».

### Distribution des rôles
Anne Fontaine déclare avoir très tôt choisi de confier le rôle-titre à Finnegan Oldfield, qu'elle a découvert dans Les Cowboys de Thomas Bidegain (2015), mais pour lequel la véritable révélation s'est faite lors des essais ; elle déclare l'avoir trouvé « très gracieux, très fin, d'une beauté singulière et d'une grande véracité », à la fois fragile et charismatique.
Le choix de Jules Porier pour le rôle de Marvin enfant résulte d'un casting sauvage ; Fontaine dit avoir été convaincue par la « grâce naturelle » du jeune garçon. Le choix de Vincent Macaigne lui a paru légitime par sa « fragilité » naturelle.
Fontaine a proposé à Isabelle Huppert d'interpréter son propre rôle en présentant cette opportunité comme probablement unique, suffisant ainsi à convaincre l'actrice,.

### Tournage

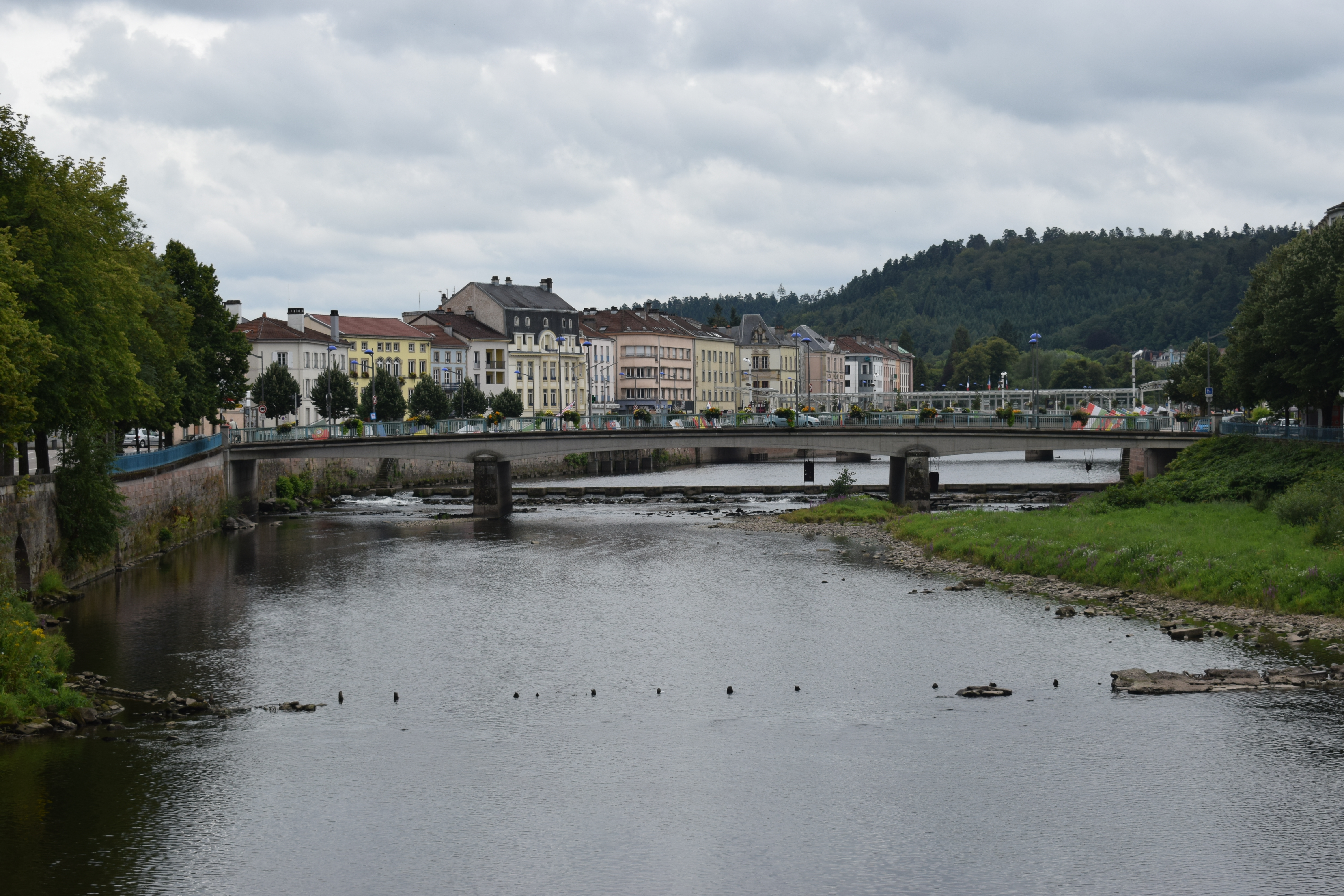
Les bords de la Moselle à Épinal accueillent une partie du tournage du film.

Alors que l'intrigue du roman d'Edouard Louis se déroule dans le département de la Somme, Anne Fontaine choisit de situer son histoire celui des Vosges, à la recherche de la « beauté des paysages » et d'un « village coupé du monde moderne ». Le département accueille aussi le tournage durant l'été 2016, notamment au collège de Xertigny,,, à La Haye, à Gérardmer et à Épinal sur les quais de Moselle et dans plusieurs rues du centre-ville,.

## Accueil

### Critique
En France, la réception critique est moyenne : le site Allociné recense une moyenne des critiques presse de 3,2/5 et des critiques spectateurs de 3,9/5. 
Parmi les critiques les plus enthousiastes, celle d'Éric Libiot dans L'Express salue la capacité de la réalisatrice à « [tenir] l'empathie à bonne distance » dans un film « incarné », et se satisfait du choix de traiter d'une « renaissance » plus que d'une « vengeance ».  
Télérama présente deux critiques du film, l'une très positive (Pierre Murat, convaincu par la retranscription des métamorphoses des personnages), l'autre très sévère (Louis Guichard, qui juge la représentation du prolétariat « catastrophique » et se montre consterné par le personnage de Charles Berling, trouvant tout de même la prestation d'Isabelle Huppert « éclatante »),. De la même manière, la rédaction de Ouest France est très partagée. Thomas Sotinel, pour Le Monde, admet que la réalisation d'Anne Fontaine ne parvient pas toujours à représenter de façon adaptée les « collectivités » (famille, collège, cercle amical parisien), mais salue le « portrait fragmenté et constamment émouvant » qui est fait du héros du film. L'interprétation d'Isabelle Huppert, qui « [irradie] une chaleur » absente de ses rôles précédents, trouve également grâce aux yeux du journaliste. Antoine Duplan, pour Le Temps, salue la prestation de Grégory Gadebois mais regrette que la réalisatrice n'ait pas davantage exploité la troisième partie consacrée à la réaction de la famille Bijou après le départ de Marvin ; le quotidien suisse se montre également très circonspect devant les représentations du milieu culturel parisien dans lequel Marvin a trouvé refuge. Le Soleil évoque une mise en scène « convenue », des maladresses, critique les clichés du personnage joué par Berling, mais juge le résultat globalement « authentique, jusque dans le malaise, bien servi par des dialogues vifs et vivants », beaucoup plus convaincant et réaliste que celui servi par la bourgeoisie idéale de Call Me by Your Name, sorti la même année.
Marcos Uzal, pour Libération, éreinte un film truffé de stéréotypes, de la représentation déplorable de la famille Bijou, « réduite à une bande de Bidochons dégénérés », à celle tout autant caricaturale des comédiens, « folles blessées et arrogantes ». « On a le sentiment que personne ici ne croit en ce qu'il fait, pas même le chef opérateur ou le décorateur. Seul le jeune Jules Porier se tire de cette catastrophe avec une grâce étonnante ». Jean-Marc Lalanne, pour Les Inrocks, juge le film partagé entre « l'anecdote et l'outrance », et Critikat parle d'un film « fade », « aplati », sans parti-pris, aux personnages « grotesques » et qui « échoue à faire exister un regard sur son sujet »,. Le Devoir regrette également une mise en scène à traits grossiers, « faisant fi de toute psychologie ». Dans La Presse, Luc Boulanger parle d'un film « bourré de clichés », d'un tandem Gadebois/Salée « qui [beurre] épais » et du jeu d'Oldfield comme bien inférieur à celui du jeune Porier, censé pourtant incarner un personnage de situation initiale, moins libéré.
La sortie du film ravive également les souvenirs de la sortie du roman d'Edouard Louis dans le village picard de l'écrivain, Hallencourt.

### Box-office
En France, le film enregistre 115 179 entrées à la fin mars 2018, après un très mauvais démarrage, ce qui est globalement perçu comme un échec, compte-tenu du budget s'élevant à 7 000 000 €.

## Distinctions

### Récompense
- Mostra de Venise 2017 - sélection « Orizzonti » : Queer Lion pour Anne Fontaine

### Nominations et sélections
- Mostra de Venise 2017 sélection « Orizzonti » : Meilleur film pour Anne Fontaine
- Festival du film français d'Helvétie 2017 : sélection « FFFH »
- Festival BFI du film de Londres 2017 : sélection « Create »
- Festival international du film de Vienne 2017 : sélection officielle
- Lumières 2018 : Révélation masculine pour Finnegan Oldfield
- César 2018 : Meilleur espoir masculin pour Finnegan Oldfield

Nommé aux César pour son rôle, Finnegan Oldfield suscite l'attention des médias lorsqu'au moment où Juliette Binoche annonce l'attribution du prix du meilleur espoir masculin à Nahuel Pérez Biscayart pour son rôle dans 120 battements par minute, il laisse éclater sa déception et sa colère de façon très ostensible. Initialement perçue par certains comme l'expression d'un manque de fair play ou d'humilité, en vérité cette réaction s'avère être un clin d'œil à une scène de la série télévisée américaine Friends, dans laquelle le personnage de Joey exprime avec vigueur son désarroi de n'avoir pas remporté une récompense,, hommage confirmé par l'acteur lui-même sur Twitter.

## Analyse

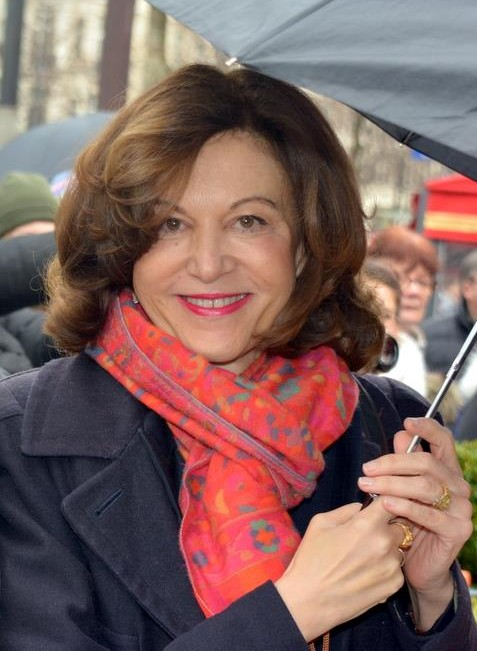
Dans le film, la réalisatrice Anne Fontaine mobilise les thèmes de prédilection de son œuvre que sont la réinvention de soi, la transgression sociale, l'orientation sexuelle.

Anne Fontaine a souhaité faire de son film une réflexion sur la capacité de chacun à bouleverser l'ordre établi, indépendamment des conditions dans lesquelles il se trouve initialement. En ce sens, la trame du film fait écho à l'intrigue tourmentée de son film Nettoyage à sec, sorti en 1997, ou encore à Comment j'ai tué mon père (2001) pour ce qui est des rapports de filiation compliqués. La réalisatrice cite la plupart de ses autres œuvres comme relevant aussi de ce schéma narratif (Coco avant Chanel, Mon pire cauchemar),, et pour leur recours régulier aux thématiques de l'ambiguïté sexuelle et de l'émancipation sociale et familiale. Il s'agit ici d'étudier la façon dont le personnage s'extirpe d'une « précarité socio-culturelle » et vainc le « déterminisme social » pour « devenir un adulte ». Fontaine estime avoir autant illustré le processus d'« invention de soi » que dépeint une « renaissance ». 
Pour l'acteur principal, Finnegan Oldfield, le film ne constitue pas seulement l'histoire d'une émancipation sociale mais aussi, à travers le parcours d'un comédien en devenir, il y voit aussi un traitement du rôle de l'éducation et de la transmission dans le processus de construction identitaire de tout un chacun, y compris des parents par rapport à leurs propres enfants.
À la fois à travers l'évocation du théâtre et la représentation de la famille de Marvin, le film constitue aussi une réflexion sur le rapport aux origines, le souvenir, et sur la capacité à en faire un matériau de création. Pour la réalisatrice, l'atmosphère particulière du quotidien chez les Bijou, aussi destructrice puisse-t-elle être, est aussi un ferment d'inspiration pour le futur du jeune Marvin : « cet enfant va puiser dans cette famille ce qui va faire sa vocation artistique ».